# National Panasonic Open 1982
National Panasonic Open 1982 — жіночий тенісний турнір, що проходив на відкритих трав'яних кортах Milton Tennis Centre у Брисбені (Австралія). Належав до турнірів 4-ї категорії в рамках Туру WTA 1982. Відбувсь утретє і тривав з 15 листопада до 21 листопада 1982 року. Третя сіяна Венді Тернбулл здобула титул в одиночному розряді й отримала за це 22 тис. доларів США.

## Фінальна частина

### Одиночний розряд
Венді Тернбулл —  Пем Шрайвер 6–3, 6–1
- Для Тернбулл це був 1-й титул в одиночному розряді за сезон і 8-й — за кар'єру.

### Парний розряд
Біллі Джин Кінг /  Енн Сміт —  Ева Пфафф /   Клаудія Коде-Кільш 6–3, 6–4

## Розподіл призових грошей
| Дисципліна       | П       | F       | ПФ     | ЧФ     | 1/8    | 1/16 | 1/32 |
| Одиночний розряд | $22,000 | $11,000 | $5,575 | $2,600 | $1,300 | $700 | $350 |